# Sör-Brännmyrtjärnen
Sör-Brännmyrtjärnen är en sjö i Norsjö kommun i Västerbotten och ingår i Skellefteälvens huvudavrinningsområde.